# Lijst van voetbalinterlands Brazilië - Nigeria
Deze lijst van voetbalinterlands is een overzicht van alle officiële voetbalwedstrijden tussen de nationale teams van Brazilië en Nigeria. De landen speelden tot op heden twee keer tegen elkaar. De eerste ontmoeting, een vriendschappelijke interland, werd gespeeld in Abuja op 11 juni 2003. Het laatste duel, eveneens een vriendschappelijke wedstrijd, vond plaats op 13 oktober 2019 in Singapore.

## Wedstrijden
| № | Plaats    | Datum           | Competitie        | Wedstrijd          | Uitslag |
| - | --------- | --------------- | ----------------- | ------------------ | ------- |
| 1 | Abuja     | 11 juni 2003    | Vriendschappelijk | Nigeria – Brazilië | 0 – 3   |
| 2 | Singapore | 13 oktober 2019 | Vriendschappelijk | Brazilië − Nigeria | 1 − 1   |

## Samenvatting
| Competitie        | Totaal gespeeld | Winst Brazilië | Gelijk | Winst Nigeria | Doelsaldo Brazilië – Nigeria |
| ----------------- | --------------- | -------------- | ------ | ------------- | ---------------------------- |
| Vriendschappelijk | 2               | 1              | 1      | 0             | 4 − 1                        |
| Totaal            | 2               | 1              | 1      | 0             | 4 − 1                        |

Wedstrijden bepaald door strafschoppen worden, in lijn met de FIFA, als een gelijkspel gerekend.

## Details

### Eerste ontmoeting
| Vriendschappelijk (Abuja, Nigeria, 11 juni 2003): |              | |
| Nigeria | 0 – 3        | Brazilië |
| | goals        | 34' Gilberto Gonçalves 38' Luís Fabiano 81' Adriano Leite |
| Christian Chukwu | bondscoach   | Carlos Alberto Parreira |
| Vincent Enyeama Joseph Enakahire Isaac Okoronkwo Romanus Orjinta Ifeanyi Udeze Prince Ikpe Ikong Augustine Okocha Garba Lawal John Utaka Yakubu Aiyegbeni 46' Nwankwo Kanu 85' | opstellingen | Dida 75' Juliano Belletti Lúcio 86' Juan dos Santos 81' Kléber Corrêa José Kléberson Pereira Émerson da Rosa Ricardinho Ronaldinho 71' Gilberto Gonçalves 71' Luís Fabiano |
| Christian Obodo 46' Chukwudi Nworgu 85' | wissels      | 71' Adriano Vieira 71' Adriano Ribeiro 75' Eduardo Costa 81' Gilberto Melo 85' Fábio Luciano                                                                               |
| Prince Ikpe Ikong 63' | gele kaarten | |